# حارة المحاريق (الشيخ عثمان)

تعديل مصدري - تعديل

حارة المحاريق هي إحدى حارات حي أول مايو الواقع بمديرية الشيخ عثمان التابعة لمحافظة عدن، بلغ تعداد سكانها 7774 نسمة حسب تعداد اليمن لعام 2004.